# Autódromo Parque General San Martín
El Autódromo Parque General San Martín es un circuito de competiciones de deportes de motor, ubicado en las afueras de Las Flores, en la Provincia de Buenos Aires, Argentina. Es un circuito de 3650 metros que utiliza el sentido horario para el recorrido de todas las competencias que allí se desarrollan.
El circuito está ubicado en el oeste de la ciudad y se desarrolla alrededor de la laguna del Difunto Manuel, a escasos metros de la Ruta Nacional 3, dentro del Parque Plaza Montero. Allí han participado diversas categorías a nivel nacional, como el Turismo Carretera, el Turismo Competición 2000 y el Turismo Nacional.

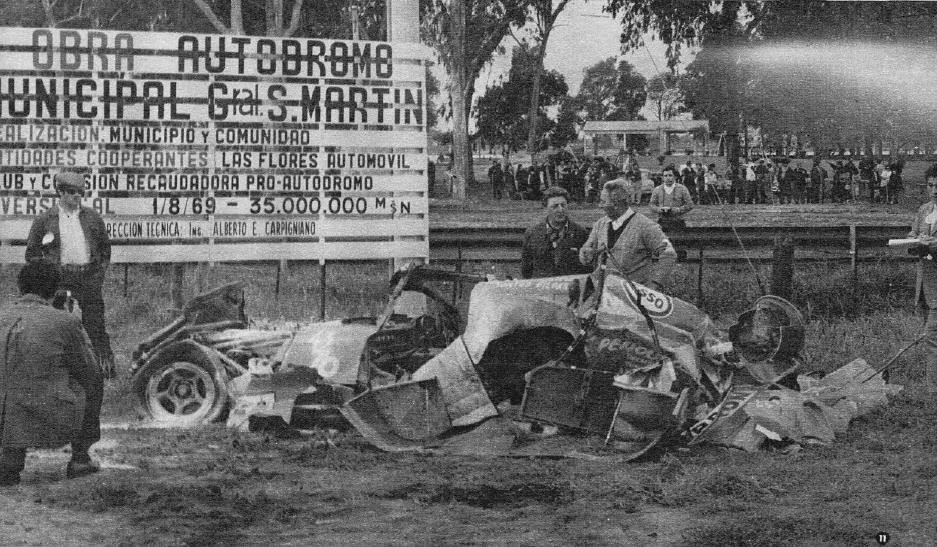
Coche de Andrea Vianini luego del accidente del 4 de octubre de 1970.

## Historia
Fue inaugurado el 8 de marzo de 1970 durante una competencia del denominado Anexo J -hoy Turismo Nacional- con las victorias de Emilio Parisi con Renault 1093 en la clase A, de Juan Carlos Deambrosi con una cupé Fiat 1500 en la clase B y de Jorge Serafini, el crédito local, con un Torino 380 en la clase C.
El 4 de octubre de 1970 se produjo durante una competencia del Sport Prototipo Argentino un accidente protagonizado por Andrea Vianini, quien a bordo de un Baufer-Chevrolet se despistó y volcó su auto, provocándole serias heridas que lo dejaron cuadripléjico.
El Turismo Carretera corrió ahí por primera vez el 6 de noviembre de 1977, donde Juan María Traverso resultó vencedor sobre un Ford, victoria que repetiría al año siguiente. Recién se volvió a competir allí el 25 de mayo de 1986, donde la categoría utilizó por primera vez los neumáticos slick, resultando ganador Juan De Benedictis con Dodge. Más tarde, en 1988, venció Oscar Castellano, también con un Dodge, en la última competencia que la categoría disputó en este escenario.
El TC 2000 también es parte de la historia de este autódromo, al que visitó desde sus inicios. Juan María Traverso con Ford Taunus ganó en 1980 y repitió en 1983. A partir de allí nombres como Jorge Omar del Río (1982), Ernesto Bessone II (1985) y René Zanatta también resultaron vencedores. El último en hacerlo fue el rafaelino Zanatta en la competencia coronación de 1991, disputado el 22 de diciembre de aquel año. Ese día festejó sobre una Ford Sierra XR4 tras la pole que había logrado Osvaldo "Cocho" López con su Fiat Regatta.

### Actualidad
Tras sus últimas actividades el circuito ha sido paulatinamente descartado para la práctica del deporte motor, no así abandonada su estructura, ya que ha sido reciclado por los habitantes del lugar como un lugar de esparcimiento. Si bien se habían presentado intenciones de reactivarlo, las mismas nunca llegaron a concretarse.